# Atletismo nos Jogos Pan-Americanos de 1967
As competições de atletismo nos Jogos Pan-Americanos de 1967 foram realizadas no Estádio Pan-Americano em Winnipeg, no Canadá.

## Medalhistas
Masculino
| Evento                              | Ouro                                                                       | Ouro     | Prata                                                              | Prata    | Bronze                                                                   | Bronze   |
| ----------------------------------- | -------------------------------------------------------------------------- | -------- | ------------------------------------------------------------------ | -------- | ------------------------------------------------------------------------ | -------- |
| 100 metros detalhes                 | Harry Jerome CAN Canadá                                                    | 10.27    | Willie Turner USA Estados Unidos                                   | 10.27    | Hermes Ramírez CUB Cuba                                                  | 10.36    |
| 200 metros detalhes                 | John Carlos USA Estados Unidos                                             | 20.5     | Jerry Bright USA Estados Unidos                                    | 20.9     | Pablo Montes CUB Cuba                                                    | 21.0     |
| 400 metros detalhes                 | Lee Evans USA Estados Unidos                                               | 44.95    | Vince Matthews USA Estados Unidos                                  | 45.13    | Don Domansky CAN Canadá                                                  | 45.80    |
| 800 metros detalhes                 | Wade Bell USA Estados Unidos                                               | 1:49.20  | Bill Crothers CAN Canadá                                           | 1:49.91  | Brian MacLaren CAN Canadá                                                | 1:50.31  |
| 1500 metros detalhes                | Tom Von Ruden USA Estados Unidos                                           | 3:43.41  | Sam Bair USA Estados Unidos                                        | 3:44.17  | Dave Bailey CAN Canadá                                                   | 3:44.93  |
| 5000 metros detalhes                | Van Nelson USA Estados Unidos                                              | 13:47.4  | Lou Scott USA Estados Unidos                                       | 13:54.0  | Juan Martínez MEX México                                                 | 13:54.0  |
| 10000 metros detalhes               | Van Nelson USA Estados Unidos                                              | 29:17.40 | Dave Ellis CAN Canadá                                              | 29:18.40 | Tom Laris USA Estados Unidos                                             | 29:21.60 |
| Maratona detalhes                   | Andy Boychuk CAN Canadá                                                    | 2:23:03  | Agustín Calle COL Colômbia                                         | 2:25:51  | Alfredo Peñaloza MEX México                                              | 2:27:49  |
| 3000 metros com obstáculos detalhes | Chris McCubbins USA Estados Unidos                                         | 8:38.2   | Conrad Nightingale USA Estados Unidos                              | 8:51.2   | Domingo Amaisón ARG Argentina                                            | 8:55.0   |
| 110 metros com barreiras detalhes   | Earl McCullouch USA Estados Unidos                                         | 13.49    | Willie Davenport USA Estados Unidos                                | 13.55    | Juan Morales CUB Cuba                                                    | 14.30    |
| 400 metros com barreiras detalhes   | Ron Whitney USA Estados Unidos                                             | 50.75    | Russ Rogers USA Estados Unidos                                     | 51.31    | Bob McLaren CAN Canadá                                                   | 51.44    |
| Salto em altura detalhes            | Ed Caruthers USA Estados Unidos                                            | 2.19     | Otis Burrell USA Estados Unidos                                    | 2.16     | Roberto Abugattás PER Peru                                               | 2.05     |
| Salto com vara detalhes             | Bob Seagren USA Estados Unidos                                             | 4.90     | Bob Raftis CAN Canadá                                              | 4.75     | Bob Yard CAN Canadá                                                      | 4.45     |
| Salto em distância detalhes         | Ralph Boston USA Estados Unidos                                            | 8.29     | Bob Beamon USA Estados Unidos                                      | 8.07     | Wellesley Clayton JAM Jamaica                                            | 7.76     |
| Salto triplo detalhes               | Charles Craig USA Estados Unidos                                           | 16.54    | Nelson Prudêncio BRA Brasil                                        | 16.45    | José Hernández CUB Cuba                                                  | 15.95    |
| Arremesso de peso detalhes          | Randy Matson USA Estados Unidos                                            | 19.83    | Neal Steinhauer USA Estados Unidos                                 | 19.45    | Dave Steen CAN Canadá                                                    | 18.51    |
| Lançamento de disco detalhes        | Gary Carlsen USA Estados Unidos                                            | 57.50    | Rink Babka USA Estados Unidos                                      | 56.88    | George Puce CAN Canadá                                                   | 56.20    |
| Lançamento de martelo detalhes      | Tom Gage USA Estados Unidos                                                | 65.32    | Enrique Samuells CUB Cuba                                          | 64.66    | George Frenn USA Estados Unidos                                          | 64.08    |
| Lançamento de dardo detalhes        | Frank Covelli USA Estados Unidos                                           | 74.28    | Gary Stenlund USA Estados Unidos                                   | 74.28    | Justo Perelló CUB Cuba                                                   | 71.96    |
| Decatlo detalhes                    | Bill Toomey USA Estados Unidos                                             | 8044     | Héctor Thomas VEN Venezuela                                        | 7312     | Dave Thoreson USA Estados Unidos                                         | 7295     |
| 20 km marcha atlética detalhes      | Ron Laird USA Estados Unidos                                               | 1:33:06  | José Pedraza MEX México                                            | 1:34:51  | Felix Cappella CAN Canadá                                                | 1:35:45  |
| 50 km marcha atlética detalhes      | Larry Young USA Estados Unidos                                             | 4:26:21  | Felix Cappella CAN Canadá                                          | 4:36:00  | Goetz Klopfer USA Estados Unidos                                         | 4:38:00  |
| 4x100 metros detalhes               | USA Estados Unidos Jerry Bright Ron Copeland Willie Turner Earl McCullouch | 39.05    | CUB Cuba Félix Eugellés Hermes Ramírez Pablo Montes Juan Morales   | 39.26    | COL Colômbia Carlos Álvarez Pedro Grajales Hernando Arrechea Jaime Uribe | 39.92    |
| 4x400 metros detalhes               | USA Estados Unidos Vince Matthews Emmett Taylor Elbert Stinson Lee Evans   | 3:02.03  | CAN Canadá Bill Crothers Brian MacLaren Ross MacKenzie Bob McLaren | 3:04.83  | JAM Jamaica Clifton Forbes Michael Fray Alex McDonald Neville Myton      | 3:05.99  |

Feminino
| Evento                           | Ouro                                                                         | Ouro    | Prata                                                               | Prata   | Bronze                                                           | Bronze  |
| -------------------------------- | ---------------------------------------------------------------------------- | ------- | ------------------------------------------------------------------- | ------- | ---------------------------------------------------------------- | ------- |
| 100 metros detalhes              | Barbara Ferrell USA Estados Unidos                                           | 11.59   | Miguelina Cobián CUB Cuba                                           | 11.69   | Irene Piotrowski CAN Canadá                                      | 11.78   |
| 200 metros detalhes              | Wyomia Tyus USA Estados Unidos                                               | 23.78   | Barbara Ferrell USA Estados Unidos                                  | 23.83   | Miguelina Cobián CUB Cuba                                        | 23.89   |
| 800 metros detalhes              | Madeline Manning USA Estados Unidos                                          | 2:02.35 | Doris Brown USA Estados Unidos                                      | 2:02.95 | Abby Hoffman CAN Canadá                                          | 2:04.82 |
| 80 metros com barreiras detalhes | Cherrie Sherrard USA Estados Unidos                                          | 10.83   | Mamie Rallins USA Estados Unidos                                    | 10.85   | Thora Best TRI Trinidad e Tobago                                 | 10.98   |
| Salto em altura detalhes         | Eleanor Montgomery USA Estados Unidos                                        | 1.78    | Susan Nigh CAN Canadá                                               | 1.72    | Franzetta Parham USA Estados Unidos                              | 1.69    |
| Salto em distância detalhes      | Irene Martínez CUB Cuba                                                      | 6.33    | Gisela Vidal VEN Venezuela                                          | 6.20    | Willye White USA Estados Unidos                                  | 6.17    |
| Arremesso de peso detalhes       | Nancy McCredie CAN Canadá                                                    | 15.18   | Lynn Graham USA Estados Unidos                                      | 14.88   | Maureen Dowds CAN Canadá                                         | 14.35   |
| Lançamento de disco detalhes     | Carol Moseke USA Estados Unidos                                              | 49.24   | Carol Martin CAN Canadá                                             | 47.94   | Caridad Aguero CUB Cuba                                          | 46.68   |
| Lançamento de dardo detalhes     | Barbara Friedrich USA Estados Unidos                                         | 53.26   | RaNae Bair USA Estados Unidos                                       | 51.64   | Jay Dahlgren CAN Canadá                                          | 45.46   |
| Pentatlo detalhes                | Pat Winslow USA Estados Unidos                                               | 4860    | Jenny Meldrum CAN Canadá                                            | 4724    | Aída dos Santos BRA Brasil                                       | 4531    |
| 4x100 metros detalhes            | CUB Cuba Violetta Quesada Marcia Garbey Cristina Echeverría Miguelina Cobián | 44.63   | CAN Canadá Irene Piotrowski Jenny Meldrum Judy Dallimore Jan Maddin | 45.56   | JAM Jamaica Vilma Charlton Una Morris Audrey Reid Carol Cummings | 47.17   |

## Quadro de medalhas
| Ordem | País                  | Medalha de ouro | Medalha de prata | Medalha de bronze |     |
| ----- | --------------------- | --------------- | ---------------- | ----------------- | --- |
| 1     | USA Estados Unidos    | 30              | 18               | 6                 | 54  |
| 2     | CAN Canadá            | 3               | 9                | 12                | 24  |
| 3     | CUB Cuba              | 2               | 3                | 7                 | 12  |
| 4     | VEN Venezuela         |                 | 2                |                   | 2   |
| 5     | MEX México            |                 | 1                | 2                 | 3   |
| 6     | BRA Brasil            |                 | 1                | 1                 | 2   |
|       | COL Colômbia          |                 | 1                | 1                 | 2   |
| 8     | JAM Jamaica           |                 |                  | 3                 | 3   |
| 9     | TRI Trinidad e Tobago |                 |                  | 1                 | 1   |
|       | PER Peru              |                 |                  | 1                 | 1   |
|       | ARG Argentina         |                 |                  | 1                 | 1   |
| TOTAL | TOTAL                 | 35              | 35               | 35                | 105 |